# Вилина Влас
Вилина Влас (серб. Вилина Влас) — отель в окрестностях боснийского города Вишеград, выполнявший роль концентрационного лагеря, где члены сербских военизированных формирований (Белых Орлов и отрядов, организованных Желько Ражнатовичем и Воиславом Шешелем) во время Боснийской войны держали в заключении, избивали, пытали, унижали и насиловали преимущественно молодых босниек.
Несмотря на преступления, творившееся в его стенах во время войны, отель был вновь открыт по её окончании и используется как туристический объект. Лишь несколько сербов понесли уголовную ответственность за события, связанные с отелем «Вилина Влас».

## Лагерь
В конце апреля 1992 года в отеле «Вилина Влас» был организован концентрационный лагерь, ставший одним из главных центров содержания заключённых в ходе этнических чисток в районе боснийского города Вишеград, производимых сербскими военизированными формированиями. Отель также выполнял роль «публичного дома», куда сербами насильно отправлялись боснийские женщины и девочки, в том числе не достигшие и 14 лет. К этому были причастны сербская военизированная организация Белые Орлы и отряды, организованные Желько Ражнатовичем и Воиславом Шешелем.
Милан Лукич, лидер Белых Орлов, организовал в отеле «Вилина Влас» во время этнических чисток свою резиденцию. Изнасилования в районе Вишеграда носили систематический характер. По данным экспертной комиссии ООН (Комиссии Бассиуни) в отеле было заключено около 200 женщин. Отель был известен как место, где содержались только «тщательно отобранные» молодые и красивые женщины для того, чтобы рожать детей «четникам». Женщины, не «прошедшие отбор» отправлялись в другие места заключения, преимущественно заброшенные дома, где также подвергались сексуальному насилию.
Заключённых женщин неоднократно насиловали и избивали. Значительная часть женщин была в итоге убита, некоторые женщины сходили с ума или кончали жизнь самоубийством. Согласно данным Ассоциации женщин — жертв войны лишь малая часть заключённых отеля «Вилина Влас», менее 10 %, смогла выжить. Тела жертв не были найдены и предположительно были тайно захоронены, а затем перезахоронены в других местах.
В ходе резни в Северине 16 босняков были похищены Миланом Лукичем и его людьми и перевезены из Сербии в Боснию. Их сербы заключили в отеле «Вилина Влас», а затем пытали и убили.
Лагерь был в итоге закрыт, когда о нём стало известно далеко за пределами страны.

## Виновные и подозреваемые
Милан Лукич был признан виновным в убийствах заключённых, но несмотря на имевшееся доказательства в изнасилованиях он не был признан виновным в них. Глава Ассоциации женщин — жертв войны Бакира Хасечич резко критиковала Международный трибунал по бывшей Югославии за то, что изнасилования не вошли в обвинительное заключение по делу Милана Лукича. По свидетельству одной из выживших женщин Лукич насиловал её несколько раз во время её заключения в отеле «Вилина Влас».
Оливер Крсманович был обвинён в изнасилованиях и других сексуальных преступлениях, а также в причастности к сожжению заживо 70 босняков в Бикаваце.
Ристо Перишич, начальник местной сербской полиции и кризисного штаба, также предположительно был вовлечён в преступления, связанные с отелем «Вилина Влас». Душко Андрич, директор отеля, также по некоторым данным был непосредственно причастен к изнасилованиям. После войны он вышел на пенсию и продолжил жить в Вишеграде. Он никогда не был привлечён к какой-либо ответственности.

## В культуре
В 2013 году вышел фильм боснийского кинорежиссёра Ясмилы Жбанич Тем, кто не может врать, повествующий о том, как память о совсем недавних ужасных преступлениях, пытаются уничтожить, заменяя её на развлечение для туристов.